# 托米纳县

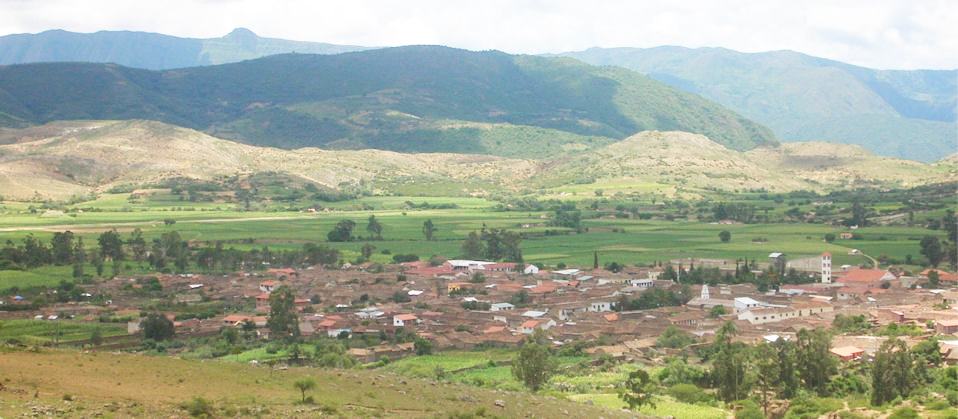

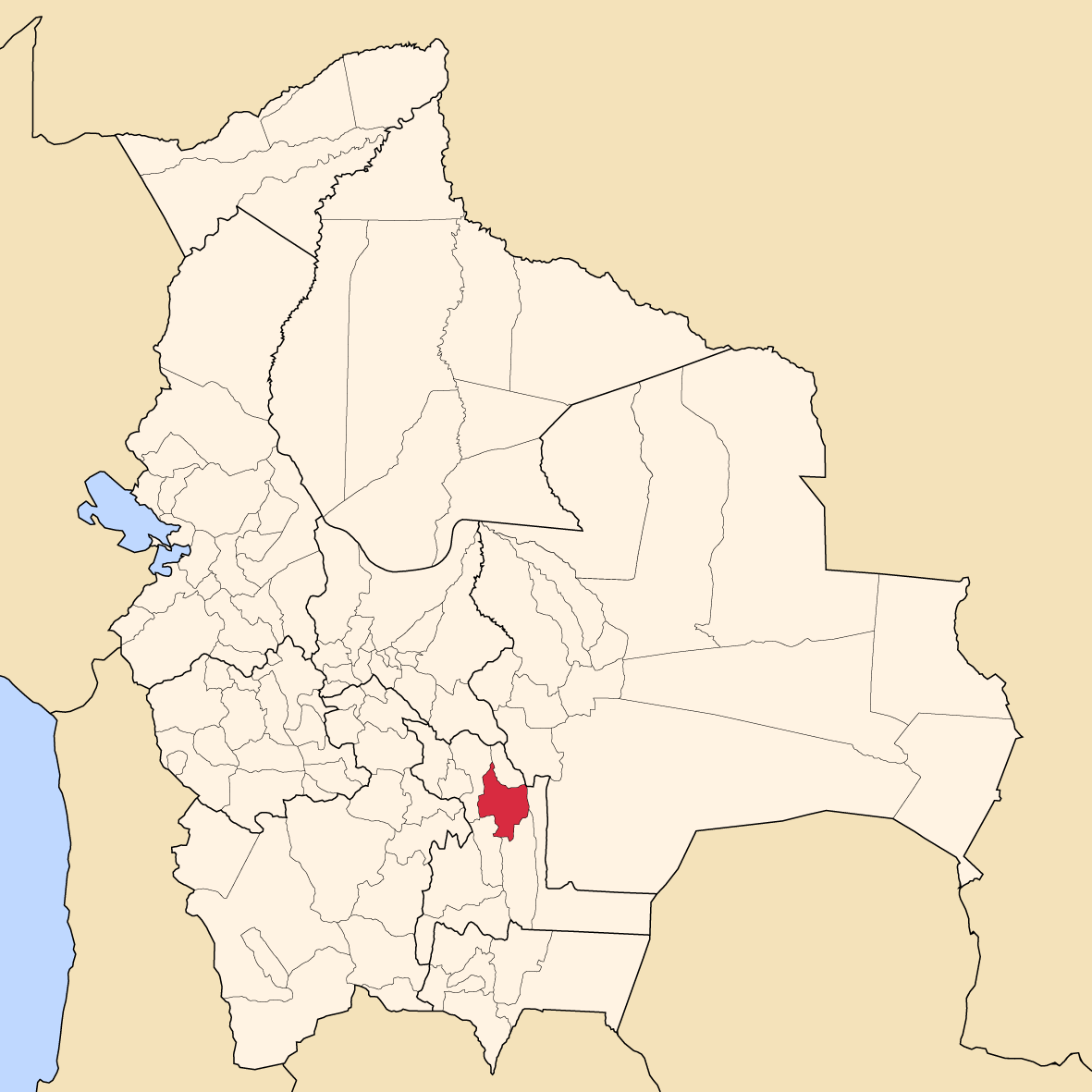

19°30′0″S 64°15′0″W / 19.50000°S 64.25000°W
托米納县（西班牙語：Provincia de Tomina），是玻利維亞的县份，位於該國南部，屬於丘基薩卡省的一部分，县府設於帕迪亞，面積3,947平方公里，2001年人口37,482，人口密度每平方公里9.5人。